# Garde du général Leclerc (Saint-Domingue)
La garde du général Leclerc est une formation militaire française créée en 1802 pendant l'expédition de Saint-Domingue. Elle remplit le service habituel des guides à pied auprès du général Charles Victoire Emmanuel Leclerc, chef du corps expéditionnaire français, puis de son successeur, Donatien-Marie-Joseph de Rochambeau.

## Historique
En 1802, l'île de Saint-Domingue est en pleine révolte contre les colons français. Napoléon confie à son beau-frère, le général Charles Victoire Emmanuel Leclerc, le commandement d'un corps expéditionnaire chargé de réprimer l'insurrection. Dès son arrivée, Leclerc attache à son service une formation spéciale qui prend le nom de « garde du général en chef ». Cette décision n'est pas sans rappeler la création par Napoléon de la Garde consulaire, fondée quelques années auparavant dans un but similaire. Élie Brun-Lavainne en témoigne : « le premier Consul, en France, avait une garde, c'était bien le moins que le général en chef de l'armée de Saint-Domingue en eût une aussi ». Outre la troupe, l'unité est dotée d'une musique dirigée par le Polonais Joseph Czernesky.
Commandé par l'adjudant-général Néraud, le corps stationne à Port-au-Prince où il tient garnison avec deux autres régiments. Brun-Lavainne note que « les bataillons et les escadrons de la garde […] formaient une troupe superbe, composée d'hommes parfaitement acclimatés » parmi lesquels il relève un grand nombre de mulâtres. Ils remplissent un rôle comparable à celui des guides à pied, d'abord sous Leclerc puis auprès de son successeur, le général Donatien-Marie-Joseph de Rochambeau.

## Uniformes

### Troupe
La coiffure de la troupe est dite « à la Henri IV », surmontée d'un plumet rouge, mais sa représentation est sujette à débats. Le commandant Bucquoy conteste ainsi la version donnée par Job dans les Tenues des troupes de France : « il ne s'agit pas là d'un chapeau à large bord, mais d'un chapeau d'origine anglaise, qui est minutieusement décrit dans un décret de Leclerc de 1803 », ressemblant aux cronstadt de la fin du XIXe siècle. Il ajoute : 

« On le retrouve sur une estampe de l'époque, porté par la Garde Nationale de Buenos-Ayres dans la défense de cette ville en 1809 ; dans les troupes des États-Unis à la même époque, et enfin dans les milices de l’Île-Bourbon en 1815. »

En grande tenue, la troupe porte l'habit bleu avec revers, parements et passepoils blancs. L'ensemble est complété par des épaulettes rouges, une veste blanche et un pantalon avec des guêtres de même. Pour la petite tenue, la veste et le pantalon deviennent bleus ; le plumet rouge du chapeau est retiré. La doublure de l'habit et les buffleteries sont blanches elles aussi.

### Musique
La musique de la garde, « par un goût bizarre du gouverneur », revêt l'uniforme des dragons avec boutons jaunes et galons d'or, auquel s'ajoute un pantalon à la mamelouk écarlate retroussé sur le bas ; « je portais encore cet uniforme à mon retour à Lille et, franchement on pouvait me prendre pour le musicien d'un dentiste » écrit Brun-Lavainne, alors clarinette dans la garde. Cottreau note que les musiciens sont dotés d'un bonnet de police bleu à liseré blanc, mais il ignore si son usage est réservé ou non à la petite tenue.